# Julia Hart
Julia Rose Hart (Cambridge, 8 novembre 2001) è una wrestler statunitense, sotto contratto con la All Elite Wrestling.

## Carriera

### All Elite Wrestling (2021–presente)

#### House of Black (2022–presente)
Nella puntata dell'8 dicembre 2021 di Dynamite, Malakai Black le sputò della black mist negli occhi, costringendola a portare una benda sull'occhio, cosa che portò Hart a mostrare segni di insofferenza nei confronti delle Varsity Blondes. A Dynamite: Beach Break, affrontò Jade Cargill in un match per l'AEW TBS Championship, ma fu sconfitta. Il 6 aprile 2022 a Dynamite, prese parte alla Owen Hart Cup venendo eliminata da Hikaru Shida nel match di qualificazione. Al ppv Double or Nothing si unì ufficialmente alla stable House of Black aiutandoli a sconfiggere i Death Triangle in un six-man tag team match, effettuando così un turn heel.
A WrestleDream nell'ottobre 2023, sfidò senza successo Kris Statlander per l'AEW TBS Championship. Quindi si guadagnò un altro match titolato a Full Gear, dove, sconfiggendo Statlander e Skye Blue in un three-way match, riuscì a vincere il titolo, diventando così la più giovane campionessa nella storia della AEW,all'età di 22 anni. Allo show Worlds End difese la cintura battendo Abadon (grazie all'aiuto di Skye Blue).
Nel gennaio 2024 difese nuovamente il titolo sconfiggendo Anna Jay a Battle of the Belts IX. Perse la cintura a Dynasty in favore di Willow Nightingale, dopo un regno da campionessa durato 155 giorni. In maggio, fu diffusa la notizia che Hart si sarebbe presa una pausa dal ring a causa di un infortunio alla spalla che richiede un intervento chirurgico.

## Vita privata
Hart è sposata con il collega wrestler Lee Johnson.

## Titoli e riconoscimenti
- All Elite Wrestling
  - AEW TBS Championship (1)[15]
- New York Post
  - Female Breakout Wrestler of the year (2023)[16]